# Alternaria grossulariae
Alternaria grossulariae är en svampart som beskrevs av Jacz. 1917. Alternaria grossulariae ingår i släktet Alternaria och familjen Pleosporaceae.   Inga underarter finns listade i Catalogue of Life.